# Vanlig snytbagge
Vanlig snytbagge (Hylobius abietis) är en skalbagge som tillhör familjen vivlar (Curculionidae). Snytbaggen betraktas av skogsindustrin som en skadeinsekt då dess levnadssätt orsakar omfattande skador på nyplanterad skog. Färska hyggen där det finns gott om stubbar är bra habitat för snytbaggen som förökar sig i stubbarna. De vuxna djuren orsakar skador genom att äta barken runt stammen på unga plantor, så kallad ringbarkning av trädplantan, något som vanligtvis resulterar i att plantan dör.

## Beskrivning
En vuxen snytbagge blir ungefär 10-13 millimeter lång (utan snyte inräknat) och är mörkbrun med oregelbundna stråk av gula eller ljusbruna hår på sina täckvingar. Benen är svarta alternativt djupt röda med en distinkt tand på dess lårben och i slutet av skenbenet. De fullvuxna larverna är mellan 14 och 16 millimeter långa, apodala (saknar fötter), krökta och är vita med brunt huvud.

## Beteende
Vuxna snytbaggar kan hittas året om även om dessa vanligtvis övervintrar under vintermånaderna. Snytbaggar som är redo att reproducera sig söker sig till områden med stubbar av barrträd i vilka ett ägg om gången läggs (en till två ägg om dagen) under marken invid tjocka rötter eller i jorden i närheten av dessa. Snytbaggarna kan med stor precision genom olfaktoriska signaler hitta platser att gräva ner sig i. Parningen sker vanligtvis i marken. 
För att nå mognad äter vuxna snytbaggar på bark och floem av ungträd och nyplanterade barrträd (ibland äter baggen även på lövträd) något som hämmar trädets tillväxt eller gör att trädet dör.
Snytbaggarna har en tendens att ge sig på artificiellt gödslade träd, i synnerhet sådana som gödslats med fosfor. Eftersom fosforn gör att trädets floem blir mer näringsrikt blir plantorna mer attraktiva för baggarna.

## Problem för kommersiellt skogsbruk
Snytbaggen betraktas av skogsindustrin som en skadeinsekt då dess levnadssätt orsakar omfattande skador på nyplanterad skog, skador som leder till att skogsägarna förlorar pengar. Skadorna uppkommer främst då de nykläckta snytbaggarna på hösten gör ett så kallade näringsgnag innan de blir utfärgade och könsmogna. Totalt görs tre gnag per år, vår, sommar och höst. För att skydda plantornas bark mot baggarnas gnag används en rad olika motåtgärder som: 
- markberedning. Baggen undviker blottad mineraljord.
- plantering av äldre och kraftigare barrotsplantor med större motståndskraft mot angrepp.
- behandling av plantorna med kemiska bekämpningsmedel som Permetrin. Medlet, och andra liknande preparat, är dock ifrågasatta ur arbetsmiljösynpunkt och miljösynpunkt. Permetrin är förbjudet i Sverige och inom EU.
- olika typer av mekaniska plantskydd.
- hyggesvila, vilket innebär att man väntar med planteringen tills snytbaggarna dragit vidare.

Snytbaggeproblemet är ett resultat av trakthyggesbruket, dvs kalavverkning med efterföljande plantering. Hyggesdoften lockar flygande snytbaggar till platsen, de färska stubbarna utgör yngelplatser och nysatta plantor tjänar som föda för snytbaggarna. En del av dessa snytbaggar finns kvar på hygget även under andra sommaren medan larverna utvecklas i stubbarnas rötter.

## Källhänvisningar
1. ↑  
Svensk taxonomisk databas. 
TaxonId: 106448
2. ↑  naturnet.8k.com Arkiverad 2 maj 2008 hämtat från the Wayback Machine.
3. ↑  Göran Nordlander, Hubertus H. Eidmann, Ulla Jacobsson, Henrik Nordenhem och Kristina Sjödin (1986). ”Orientation of the pine weevil Hylobius abietis to underground sources of host volatiles” (på engelska). Entomologica Experimentalis et Applicata (The Netherlands Entomological Society). doi:10.1111/j.1570-7458.1986.tb02177.x.
4. ↑  Göran Nordlander, Henrik Nordenhem och Helena Bylund (2003). ”Oviposition patterns of the pine weevil Hylobius abietis” (på engelska). Entomologica Experimentalis et Applicata (The Netherlands Entomological Society). doi:10.1046/j.1570-7458.1997.00229.x.
5. ↑  [HERBIVORÍA DE CORTEZA SOBRE CONÍFERAS DE INTERÉS FORESTAL, EL CASO DE Hylobius abietis. EFECTO DE LA FERTILIZACIÓN DE ESTABLECIMIENTO Y POSIBILIDADES DE SELECCIÓN DE PROGENIES RESISTENTES. Luis Sampedro1 y Rafael Zas] HERBIVORÍA DE CORTEZA SOBRE CONÍFERAS DE INTERÉS FORESTAL, EL CASO DE Hylobius abietis. EFECTO DE LA FERTILIZACIÓN DE ESTABLECIMIENTO Y POSIBILIDADES DE SELECCIÓN DE PROGENIES RESISTENTES. Luis Sampedro1 y Rafael Zas